# 本音と建前
本音と建前（ほんねとたてまえ）は、何かしらに対する人の感情と態度との違いを示す言葉。しばしば日本人論に見出される言葉でもある。

## 解説
本音は、何かしらの事柄に対して、個人や集団に共有される意識に内在する感情や欲求を含む価値観に照らして心に抱かれるものであり、これは全く自由な心の働きによって形作られる。同義語には「本心」が挙げられ、自身に対する偽り（嘘）を含まない。
ただこういった本音は、他者から求められるものと食い違ったり、表に出すことで批判を受けたり、あるいは外聞が悪かったりする場合もある。そこで対外的に表現を穏やかにしたり、あからさまに批判を受けそうな個所を隠したりといった外部向けに表現を制限する。その結果として表にあらわされるのが建前である。
この中では儒教思想における「由らしむべし知らしむべからず」（本来の意味は「民を為政者の定める方針に従わせることは容易いが、その理由を全てに理解させることは難しい」）のまま、誤解を含む解釈に関連し、国会の内閣総理大臣が行う施政方針演説においては、しばしば建前論が述べられる。
なお建前という語は「建物の主だった骨組みを作る」ことや、あるいはその骨組みが出来上がった時点で行われる儀式も指しているが、特に「本音と建前」で言うところの建前は、実際の意味として「立前」とも表記される方の語で、こちらは棒手売や大道商人（→実演販売など）の商品を売る際の口上を指している。調子のいい商人ともなると、この売り口上であること無いことをさももっともらしく吹聴する訳であるが、結果的に耳朶に心地よく他を不快にさせないよう表現や内容が選ばれ、また商品の欠陥や瑕疵を口にしないなど、ある意味での嘘も含まれる。
なお建前が本音と食い違うことが嘘の範疇にもかかることもあってか、2013年（平成25年）3月15日放送のネプ&イモトの世界番付で行われた世界39カ国・3900人アンケートによる「あなたは嘘をよくつきますか?」の問いに対して、日本は世界4位・アジア一番の嘘つきな国にランクインした。

### 日本人論における「本音と建前」
前述の通り、日本的価値観に固有で日本人論の上で使われることから、英語を始めとする諸言語でも、しばしば『Honne and tatemae』と表現される。
欧米圏では交渉に際して、往々にして自身の要求を直接的に突き付けたり、そこまでいかないまでも、まず最大限に要求を示し、そこから互いの要求の内で重要度の低い箇所を削るなどして、相互の妥協点を探っていくが、日本人相手の交渉では、まずは互いに建前から入って交渉の余地を残し、次いで相互の妥協点まで埋めていくことが行われる。ことこの双方の様式が交錯すると、混乱が発生する。
最初に最大限の要求を突き付けた側は、もっと要求できるのではないかと戸惑いながら前進するも、いつの間にか前進させた箇所を侵食され、結果的に要求どおりにならない。一方の建前から入った側は、自身の方は予め譲れる箇所を明示したところ、一方的に要求が増やされるため不公平だと考え、更には不当とみなす。こういった混乱は貿易摩擦のような極大な現象にもしばしば発生し、商取引の場においても、あるいは至極個人的な対人関係においても混乱を引き起こす。
いわゆる「アルカイク・スマイル」（元はアルカイク美術にみられる微笑みの表情のこと）と呼ばれる日本人に特有の「曖昧な微笑」は、表情における建前である。この微笑みは、内心では相手に対して反感や怒りを感じていたとしても、崩されることはない。このためそれとは知らずマナーを侵した側が、相手がこの微笑みをたやしていないため、許してもらえていると誤解して、後で軋轢を引き起こすこともある。